# Odtwarzalność (badania naukowe)
Odtwarzalność, inaczej reprodukowalność, wraz z pojęciami pokrewnymi takimi, jak powielalność (replikowalność) i powtarzalność (zdolność repetycyjna) – to miary z zakresu metodologii nauk oraz statystyki, stosowane przy weryfikowaniu uczciwości badacza lub zespołu badawczego oraz rzetelności badań w ramach ustawicznego procesu autokorygującego w metodzie badawczej, określające zdolność do odtworzenia wyników badań pierwotnych w drodze ich powielenia (przez innego, niezależnego badacza lub zespół badawczy) albo ewentualnie powtórzenia (przez pierwotnego badacza lub zespół badawczy). 
Słowami filozofa nauki Karla Poppera „niepowtarzalne, jednostkowe wydarzenia nie mają dla nauki żadnego znaczenia”. 

## Zasady
Przekonujące powielenie powinno w miarę możliwości maksymalnie wiernie odtwarzać warunki i narzędzia, jakie zastosowano w oryginalnym badaniu. Dodatkowo, powinno cechować się wysoką mocą statystyczną i transparentnością. Statystyk Ronald Fisher napisał: „możemy uznać, że zjawisko jest udowodnione eksperymentalnie wówczas, gdy wiemy, jak przeprowadzić eksperyment, który rzadko zawiedzie w wykazaniu istotnych statystycznie rezultatów.”. W przypadku gdy projekt pierwotnego badania jest uznany za wadliwy, można również przeprowadzić powielenie konceptualne, rozszerzające oryginalny cel i wyniki, przy użyciu lepszych narzędzi.

Nawet przy mocy 80%, szansa na trzy udane odtworzenia badań istniejącego zjawiska to jedynie 51%

Efektywności odtworzeń i procesu naukowego może przeciwdziałać zaniedbywanie mocy statystycznej badań (w szczególności, stosowanie zbyt małych prób badawczych). Nawet przy stosowaniu mocy na rekomendowanym poziomie 80%, prawdopodobieństwo że na trzy próby odtworzenia badania, każde się powiedzie, wynosi zaledwie 51%. W praktyce częściej spotykane są jednak niższe wartości mocy testów. W związku z tym, naturalne jest że nawet w przypadku badania rzeczywiście istniejących zjawisk, w literaturze występować będą nieudane odtworzenia. Według statystyków, ocena wartości dowodowej zbioru badań nie powinna w związku z tym polegać na prostym „liczeniu głosów” badań za i przeciwko hipotezie – do badań agregacji danych i wyników oraz wyciągania ogólnych wniosków ze zbioru powieleń służą techniki metaanalityczne. Pozwalają one na zbiorcze rozpatrzenie wartości dowodowej badań, oraz wykrycie tendencyjności publikacji.

## Kryzys odtwarzalności
W standardowej procedurze weryfikacji hipotez statystycznych w podejściu częstościowym definicja 5% progu istotności oznacza wprost, że 5% spośród wyników przekracza go jedynie przypadkowo, ale w praktyce mogą także przy tym nie być dokładnie przestrzegane założenia modeli statystycznych i metodologii badań, wskutek czego liczba „fałszywych alarmów” może być wyższa, niż sugeruje nominalna wartość. Jak zademonstrował zespół statystyków w 2011 r., można przy pomocy zbioru różnorakich drobnych nadużyć metodologicznych uzyskać istotność statystyczną na nominalnym poziomie 5%, przy realnym prawdopodobieństwie błędu I rodzaju ponad 50%. Wartość dowodowa nieodtworzonych badań jest z tego powodu mocno ograniczona. Statystycy, którzy wspólnie z Ronaldem Fisherem stworzyli fundamenty podejścia częstościowego weryfikacji hipotez statystycznych, Neyman i Pearson, zaznaczyli już w 1928 r.: „metody statystyczne powinny być używane z rozwagą i zrozumieniem, a nie jako narzędzia które same w sobie udzielają ostatecznych odpowiedzi”. 
Zarazem badacze znajdują się pod presją instytucjonalną, wywieraną poprzez ocenianie wyników ich pracy w oparciu o kryteria takie jak liczba publikacji i istotność statystyczna uzyskiwanych wyników. Warunki te sprzyjają pojawianiu się u badaczy pokus nadużywania metod weryfikacji hipotez statystycznych — przykładowo w ocenie Gelmana badacze i wydawcy czasopism naukowych przykładają w praktyce wagę przede wszystkim do uzyskania wyników istotnych statystycznie, bez względu na przesłanki co do ich rzetelności albo jej braku (np. wskutek niezrozumienia lub celowego naruszania zasad metodologii), toteż wyniki badań naukowych przekraczające próg istotności bywały publikowane kilkukrotnie częściej. Biagioli upatrywał przyczyn tego zjawiska w mechanizmie, którego opis sformułował w postaci parafrazy prawa Goodharta: „ocena działalności naukowej kładąca nacisk na proste wskaźniki takie jak istotność statystyczna, prowadzi do postrzegania ich jako celu samego w sobie, kosztem wiarygodności i rzetelności nauki”.
W latach 2010. opublikowano szereg badań i raportów, sugerujących że zjawisko to ma poważną skalę, i wymaga ściślejszego traktowania. W ankiecie obejmującej ok. 1500 naukowców z różnych dziedzin, 90% respondentów stwierdziło, że nauki są dotknięte kryzysem odtwarzalności – większość opublikowanych prac nie jest replikowana, a jeśli do tego dochodzi, wyników często nie udaje się odtworzyć. Przykładowo, zależnie od dziedziny, większość naukowców deklarowała, że przynajmniej raz nie powiodło im się odtworzenie cudzej pracy, w:
- chemii: 90%,
- biologii: 80%,
- fizyce i inżynierii: 70%,
- medycynie: 70%,
- naukach o Ziemi i środowisku: 60%.

W metaanalizie ankiet z 2009 r., ok. 14% badaczy przyznało, że w karierze osobiście dopuścili się różnych drobnych nadużyć metodologicznych, a 72% z nich wiedziało, że inny znajomy badacz się ich dopuścił. Do dosłownego fabrykowania danych i wyników przyznało się 2% respondentów.
Pod wpływem tych dyskusji zespoły naukowców z różnych dziedzin psychologii koordynowane w ramach Open Science Collaboration przeprowadziły i w 2015 r. opublikowały wyniki powieleń 100 badań psychologicznych opublikowanych w 2008 r. w prestiżowych czasopismach naukowych. Oryginalne wnioski udało się im odtworzyć w 36% przypadków, uzyskując z reguły mniejsze oszacowania wielkości efektu. Grupa ta rekomendowała szereg środków zaradczych w obliczu omawianego kryzysu, między innymi prerejestrację planów badań, udostępnianie pełnych danych o narzędziach, procedurach i wynikach, dbałość o wystarczającą moc statystyczną, a także dalsze, częstsze wykonywanie i publikowanie powieleń. Inni autorzy zwrócili uwagę, że powielenia były niedoceniane i publikowane bardzo rzadko (w jednym z przeglądów w psychologii, stanowiły 1% publikacji), w związku z czym proponuje się również różne sposoby nagradzania za prowadzenie takich badań.